# Echinosaura brachycephala
Espèce
Echinosaura brachycephala est une espèce de sauriens de la famille des Gymnophthalmidae.

## Répartition
Cette espèce est endémique d'Équateur.

## Publication originale
- Köhler, Böhme & Schmitz, 2004 : A new species of Echinosaura (Squamata: Gymnophthalmidae) from Ecuador. Journal of Herpetology, vol. 38, no 1, p. 52-60.